# リチャード・ランバート (第6代キャバン伯爵)
第6代キャバン伯爵リチャード・ランバート（英語: Richard Lambart, 6th Earl of Cavan、1722年ごろ – 1778年11月2日）は、アイルランド王国の貴族、政治家、イギリス陸軍の軍人。

## 生涯
ヘンリー・ランバート閣下（Hon. Henry Lambart、第3代キャバン伯爵チャールズ・ランバートの三男）と妻ドロシア（Dorothea、旧姓ヒギソン（Higgison）、トマス・ヒギソンの娘）の息子として、1722年ごろに生まれた。
1756年6月12日、近衛歩兵第1連隊の中隊長（軍階は歩兵中佐）に任命された。1762年3月9日、大佐に昇進した。1772年5月26日、少将に昇進した。1773年5月10日、近衛歩兵第1連隊のThird Majorに昇進、1774年8月ごろまで務めた。同1774年から1775年まで第55歩兵連隊隊長を、1775年から1778年に死去するまで第15歩兵連隊隊長を務めた。1777年、中将に昇進した。
1772年9月29日に伯父リチャードの息子フォードが死去すると、キャバン伯爵位を継承、1773年10月14日にアイルランド貴族院議員に就任した。
1778年11月2日に死去、10日にダブリンの聖パトリック大聖堂に埋葬された。息子リチャード・フォード・ウィリアムが爵位を継承した。

## 家族
1746年2月10日ごろにソフィア・ランバート（Sophia Lambart、1717年ごろ – 1749年5月18日埋葬、叔父オリヴァーの娘）と結婚したが、2人の間に子供はいなかった。
1762年11月13日、エリザベス・デイヴィス（Elizabeth Davies、1811年2月27日没、ウィリアム・デイヴィスの娘）と再婚、1男1女をもうけた。
- リチャード・フォード・ウィリアム（英語版）（1763年9月10日 – 1837年11月21日） - 第7代キャバン伯爵[1]
- エリザベス・ジェーン（1830年1月17日没） - 1793年11月9日、ウィリアム・ヘンリー・リッケッツ・ジャーヴィス（William Henry Ricketts Jervis）と結婚。1800年3月、リチャード・ブリッケンデン（Richard Brickenden）と再婚[7]